# درة زاغة بائين (والانجرد)
درة زاغة بائین (بالفارسية: دره زاغه پائین) هي مستوطنة تقع في إيران في قسم والانجرد الريفي.